# Euromajdan

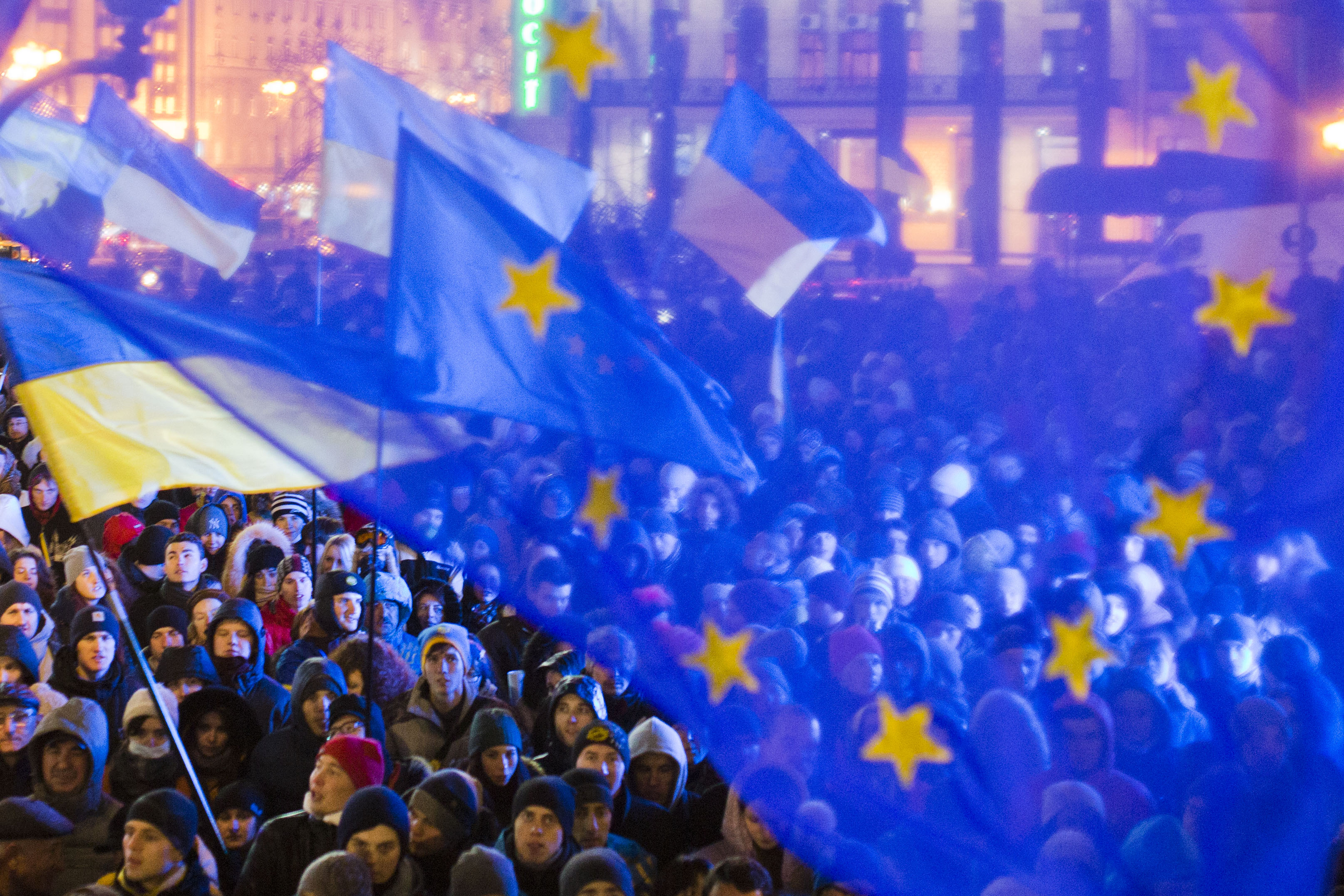
Euromajdan, Kijev, 2013. november

Az euromajdan (ukránul: Євромайдан, Jevromajdan, ’Euró tér’) több hónapos Oroszország-ellenes, Európa-párti tüntetéssorozat volt 2013. november vége és 2014 februárja között. Helyszíne az ukrán főváros központi tere, a Függetlenség tér (Майдан Незалежності, majdan Nezalezsnosztyi) volt, melyet a köznyelvben majdannak hívnak. Itt kezdődtek, majd meghatározóan itt folytak az Európa-centrikus méltóság forradalma (Революція гідності) eseményei, innen az euromajdan név.

## A tüntetések kezdete
A megmozdulásokat Viktor Janukovics elnök 2013 novemberében hozott váratlan döntése váltotta ki, miszerint nem írja alá az  Európai Unió és Ukrajna közötti társulási megállapodást, ehelyett az Oroszországgal és az Eurázsiai Gazdasági Unióval való szorosabb kapcsolatok ápolása mellett dönt. Ezt megelőzően ukrán parlament elsöprő többséggel jóváhagyta a megállapodás véglegesítését az EU-val, de Oroszország nyomást gyakorolt Ukrajnára, hogy utasítsa el azt.

## A tüntetések fokozódása
Az euromajdan tömeggyűlései és tüntetései kezdetét követően Victoria Nuland, az Egyesült Államok térségért felelős magas rangú diplomatája, az európai és eurázsiai ügyekért felelős helyettes államtitkár a tüntetőket biztató, támogató nyilatkozatokat tett. Nuland decemberben az USA-Ukrajna Alapítvány aláírását követő beszédében kijelentette, hogy az Egyesült Államok 1991 óta mintegy 5 milliárd dollárt költött demokráciaerősítő programokra Ukrajnában. Az orosz kormány Nuland kijelentését később bizonyítékként értékelte arra nézvén, hogy az egész „színes forradalmat” tulajdonképpen az Egyesült Államok szervezte.
A tüntetések köre kiszélesedett, Janukovics és az Azarov-kormány lemondását követelték. A tüntetők ellenezték a szerintük széles körű kormányzati korrupciót, a hatalommal való visszaélést, az emberi jogok megsértését és az oligarchák túlzott befolyását. A Transparency International Janukovicsot helyezte az első helyre a világ legkorruptabb személyeinek listáján. A tüntetések november 30-i erőszakos feloszlatása további indulatokat váltott ki, az euromajdan a méltóság forradalmához vezetett.
A felkelés idején a kijevi majdan hatalmas tiltakozó táborrá vált, amelyet több ezer tüntető foglalt el, és amelyet rögtönzött barikádok védtek. Konyhákat, elsősegélynyújtó állomásokat és műsorszóró létesítményeket, valamint színpadokat is lehetett látni a téren. Az úgynevezett Majdan önvédelmi egységek őrizték, amelyek rögtönzött egyenruhába és sisakba öltözött, pajzsot viselő, botokkal, kövekkel és benzinbombákkal felfegyverzett önkéntesekből álltak. Ukrajna számos más részén is tartottak tüntetéseket. Kijevben december 1-jén összecsapások voltak a rendőrséggel; december 11-én pedig rendőrök támadták meg a tábort. A tiltakozások január közepétől fokozódtak, válaszul arra, hogy a kormány drákói tiltakozásellenes törvényeket vezetett be. 

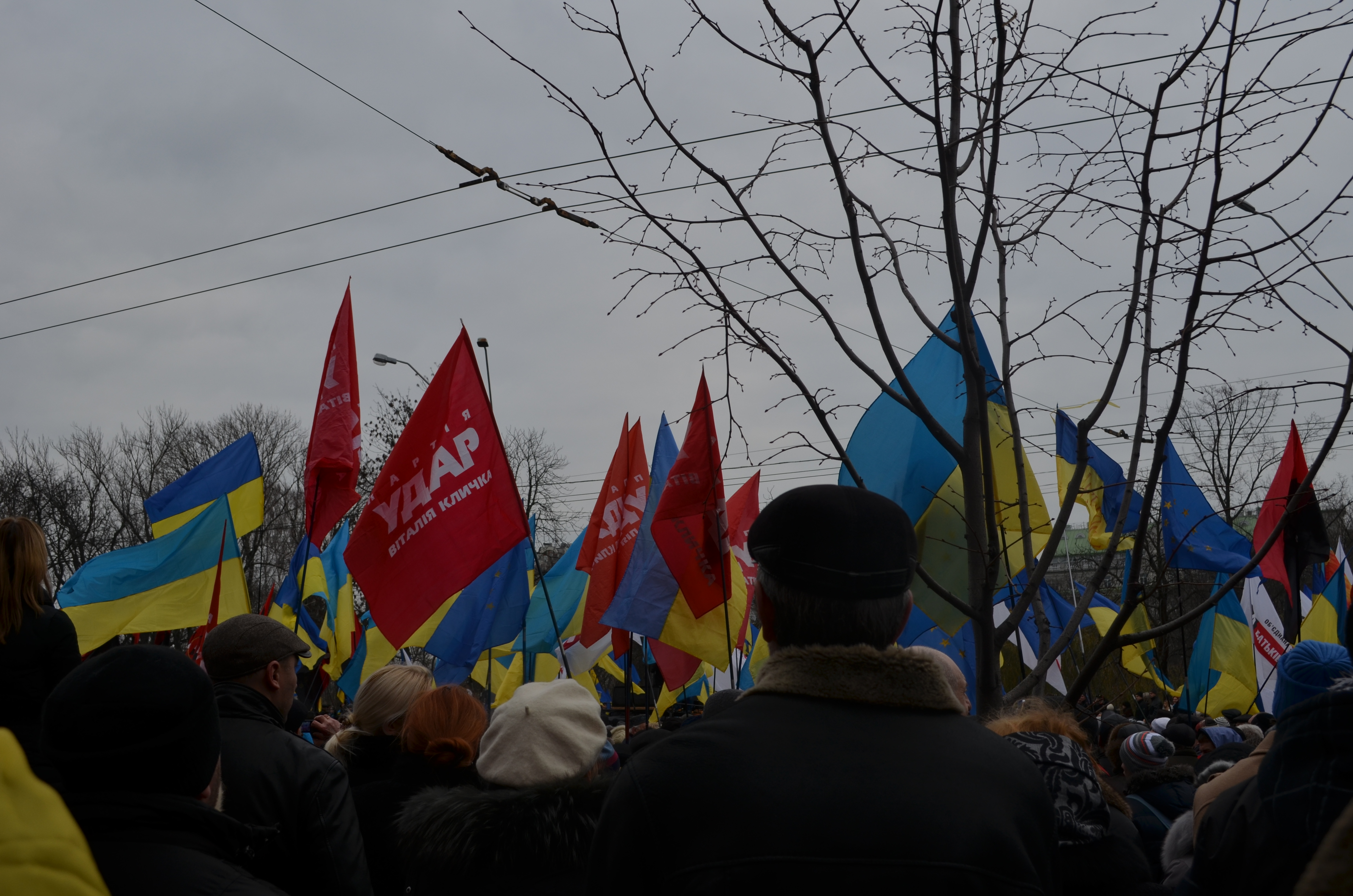
Euromajdan, 2013. december 1.

## Halálos áldozatok
Január 19-e és 22-e között halálos összecsapásokra került sor a Hrusevszkij utcában. Ezt követően Janukovics elnök 2014. január 25-én ajánlatot tett Nulandéknak, miszerint a Majdan téri tüntetések lecsillapítása érdekében felajánlja, hogy az ukrajnai ellenzék két tagját beveszi a kormányába, az egyiket akár miniszterelnöknek.
Nuland és Pyatt, az Egyesült Államok ukrajnai nagykövete megvitatta az ajánlatot, a lehetséges miniszterelnöki poszt kapcsán több ellenzéki személyiségről is megosztották egymással véleményüket. Nuland azt mondta Pyattnak, hogy Arszenyij Jacenyuk lenne a legalkalmasabb jelölt erre a posztra. Nuland azt javasolta, hogy inkább az ENSZ-nek, mint az Európai Uniónak kellene részt vennie a helyzet politikai megoldásának keresésében. 2014. február 4-én közzétették a YouTube-on a lehallgatott beszélgetést, mely hatalmas vihart okozott mind az EU-ban, mind Moszkvában.

Az orosz kormány Nuland kijelentését bizonyítékként értékelte arra nézvén, hogy az egész „színes forradalmat” tulajdonképpen az Egyesült Államok szervezte. Garri Kaszparov szerint az orosz propaganda Nuland szóbeli támogatását bizonyítékként használta arra, hogy a Majdan téri eseményeket a CIA tervezte meg ("... melynek a tüntetésekhez nyújtott támogatását az orosz propaganda arra használja fel, hogy bizonyítsa, hogy a tiltakozás és demonstráció valójában a CIA által irányított puccskísérlet volt"). 

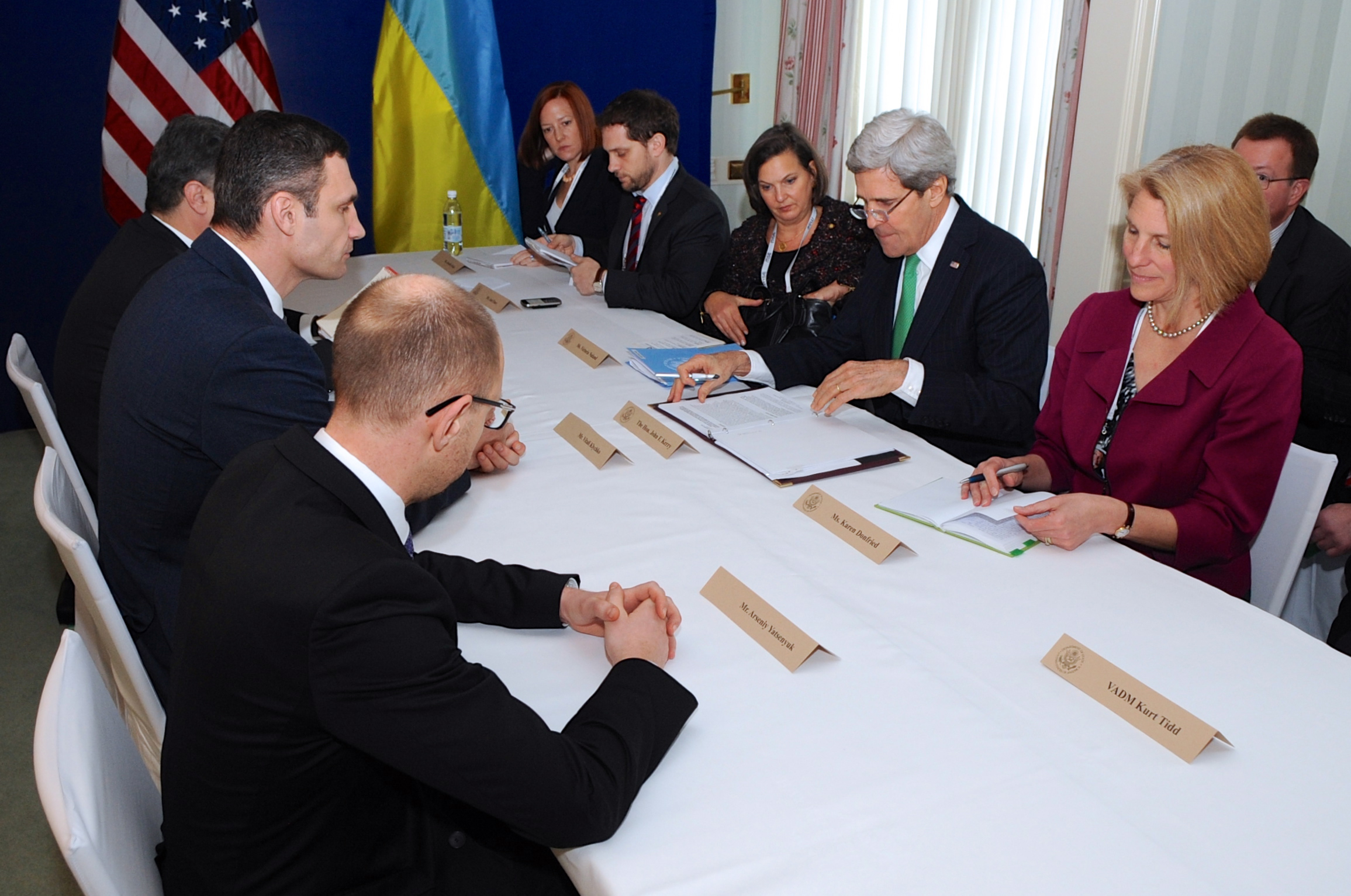
John Kerry amerikai külügyminiszter és Victoria Nuland európai és eurázsiai ügyekért felelős helyettes államtitkár ukrán ellenzéki vezetőkkel találkozik Münchenben 2014-ben

Mindeközben a tüntetők Ukrajna számos régiójában elfoglalták a kormányzati épületeket. A felkelés február 18-20-án tetőzött, amikor Kijevben a majdan aktivistái és a rendőrség közötti heves harcok közel 100 tüntető és 13 rendőr halálát okozták.

## Az ideiglenes kormány megalakulása
Ennek következtében Janukovics és a parlamenti ellenzék február 21-én megállapodást írt alá egy ideiglenes egységkormány, alkotmányos reformok és előrehozott választások megteremtéséről. A rendőrség még aznap délután elhagyta Kijev központját, majd Janukovics és más kormánytagok még aznap este elmenekültek a városból. Másnap a parlament eltávolította Janukovicsot hivatalából és ideiglenes kormányt állított fel. A méltóság forradalmát hamarosan követték a  2014-es oroszbarát zavargások Ukrajnában és a Krím orosz annektálása, amelyek később orosz-ukrán háborúvá eszkalálódtak.